# Yacht Club Santo Stefano
Lo Yacht club Santo Stefano è un'associazione sportiva fondata nel 1960. La prima sede, si trovava in un vecchio brigantino, chiamato Spluga, ormeggiato nella darsena vecchia del Porto del Valle di Porto Santo Stefano. Questa residenza galleggiante, diventò con gli anni il punto d'incontro di molti personaggi che a quel tempo frequentavano il promontorio dell'Argentario, fra i quali i Reali dei Paesi Bassi. La sede sociale nel 1970 venne trasferita nella Villa Cortesini che sorge in località Pozzarello. 
La scuola di vela con i suoi 430 allievi è risultata prima in Toscana e seconda in Italia nel 2016 per numero di allievi cadetti e juniores tesserati, ed è stata insignita nel 2014, nel 2015 e nel 2016 del Merito Sportivo FIV-CONI. 
Il guidone del club è costituito da un triangolo blu con quattro stelle, verde, rossa, gialla, bianca, al suo interno.

## Eventi sportivi

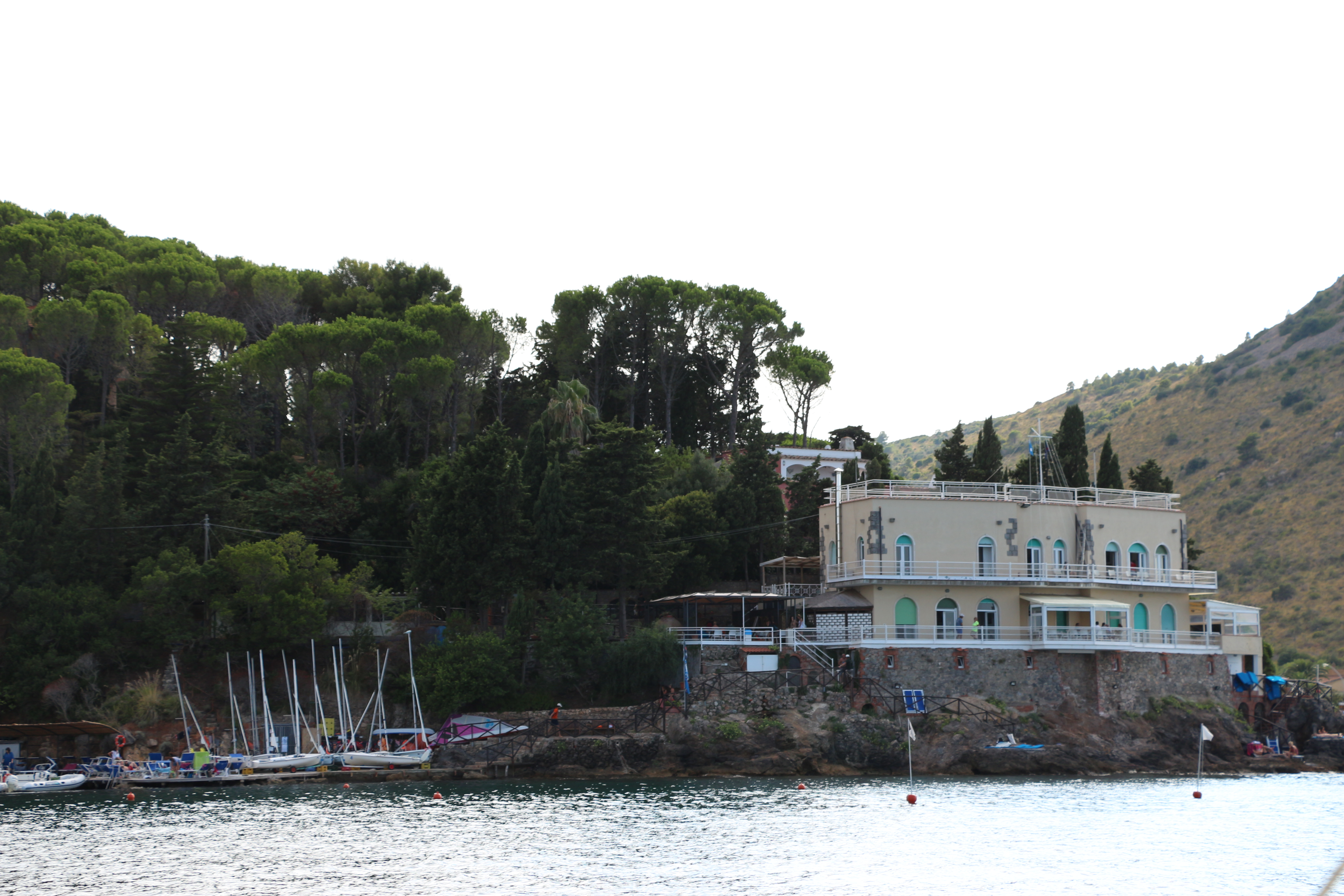
Villa Cortesini, sede dello Y.C.S.S.

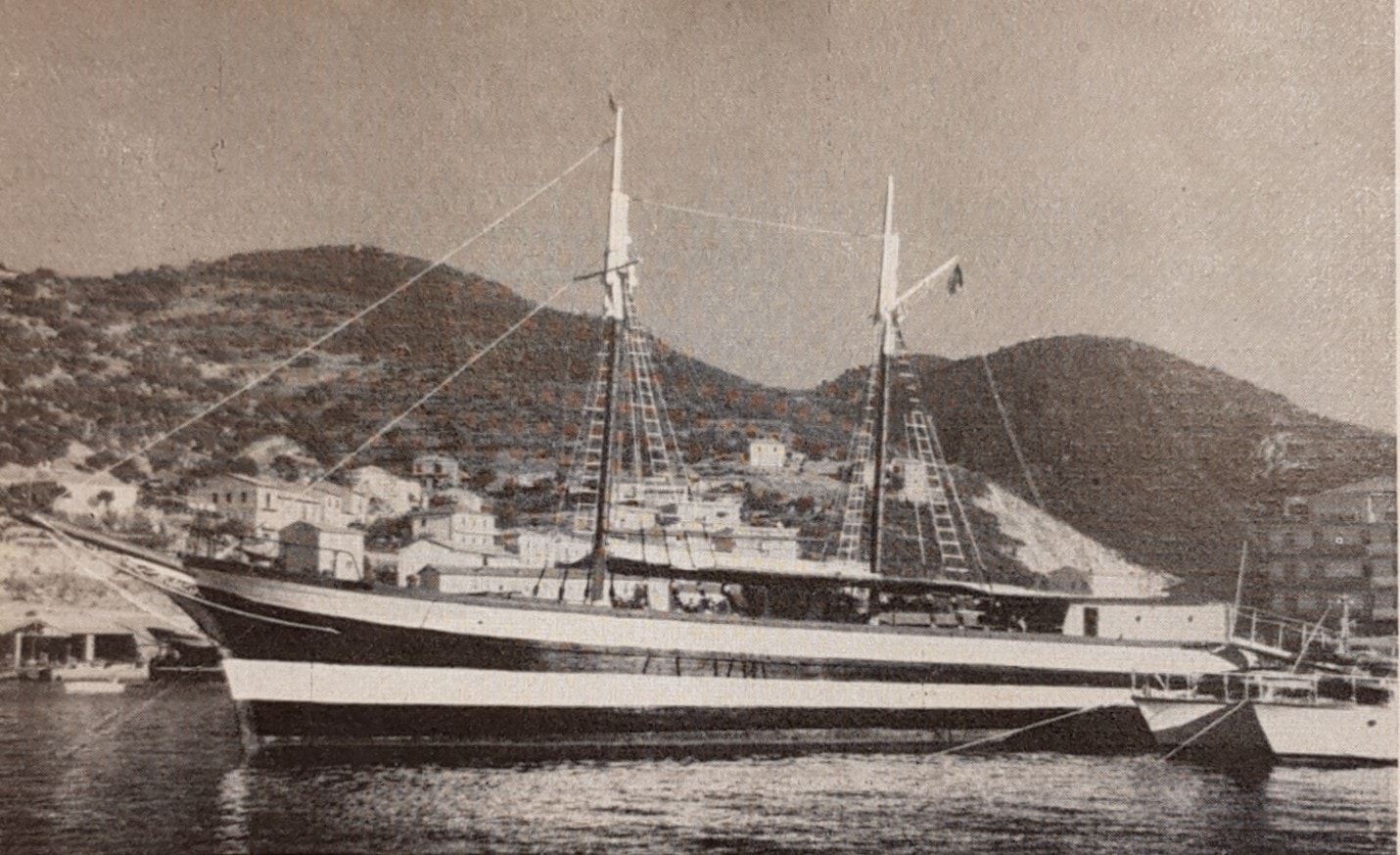
Brigantino Spluga prima sede storica del circolo

Oltre ai campionati invernali, italiani e mondiali, gli appuntamenti di spicco sono la Pasquavela, regata fra le più importanti nel panorama sportivo della vela italiana, che si svolge nel weekend di Pasqua e la Panerai Argentario Sailing Week, che ha luogo nella cornice del porto vecchio ed ospita yachts classici, vintage, spirit of tradition e classi metriche con equipaggi provenienti da ogni parte del mondo. Ha visto la partecipazione di numerosi velisti di fama internazionale, quali Germán Frers, Dennis Conner, Doug Peterson e Olin Stephens, tutti inseriti nella America's Cup Hall of Fame.
Il club è inoltre tra gli organizzatori del Trofeo dei Reali Presidi di Spagna che si svolge nelle acque dell'Arcipelago Toscano.

### Gemellaggi
Il club è gemellato con:
- Circolo Antico tiro a volo, Roma
- Circolo Ministero Affari Esteri, Roma
- Reale Yacht Club Canottieri Savoia, Napoli
- Compagnia della Vela, Venezia
- Club Nautico El Balis, Barcellona
- Yacht Club Bari, Bari